# Лордозно понашање
Лордозно понашање, такође познато као лордоза сисара (грч. lordōsis „савијен уназад“) је природни положај тела за сексуалну пријемчивост за копулацију присутан код женки већине сисара, укључујући глодаре, слонове и мачке. Примарне карактеристике понашања су спуштање предњих удова, али са испруженим задњим удовима и подигнутим куковима, вентрално савијање кичме и подизање или бочно померање репа. Током лордозе, кичма се савија дорзовентрално тако да је њен врх усмерен ка стомаку.

## Опис
Лордоза је рефлексна акција која узрокује да многе женке сисара које нису примати заузму положај тела који је често кључан за репродуктивно понашање. Став помера нагиб карлице у предњем смеру, при чему се задња карлица подиже нагоре, доњи део се окреће уназад, а предњи надоле. Лордоза помаже у копулацији јер подиже кукове и на тај начин олакшава пенетрацију пениса. Обично се виђа код женки сисара током еструса. Лордоза се јавља током саме копулације и код неких врста, попут мачака, током понашања пред копулацијом.

## Неуробиологија
Рефлексни лук лордозе је жичан у кичменој мождини, на нивоу лумбалног и сакралног пршљена (L1, L2, L5, L6 и S1). У мозгу, неколико региона модулира рефлекс лордозе. Вестибуларна језгра и мали мозак, преко вестибуларног тракта, шаљу информације које омогућавају координацију рефлекса лордозе са постуралном равнотежом. Што је још важније, вентромедијални хипоталамус шаље пројекције које инхибирају рефлекс на нивоу кичме, тако да се не активира у сваком тренутку. Полни хормони контролишу репродукцију и усклађују сексуалну активност са физиолошким стањем. Шематски, у сезони парења, и када је јајна ћелија доступна, хормони (нарочито естроген) истовремено изазивају овулацију и еструс (топлоту). Под дејством естрогена у хипоталамусу, рефлекс лордозе је неинхибиран. Женка је спремна за копулацију и оплодњу.
Када мужјак сисара узјаха женку, тактилни надражаји на боковима, перинеуму и стражњици женке се преносе преко сензорних нерава у кичменој мождини. У кичменој мождини и доњем делу можданог стабла они су интегрисани са информацијама које долазе из мозга, а затим се, генерално, нервни импулс преко моторних нерава преноси до мишића. Контракција лонгиссимус и трансверсо-спиналис мишића узрокује вентрални лук кичменог стуба.

## Хормонална и церебрална регулација
Сексуално понашање је оптимизовано за репродукцију, а хипоталамус је кључна област мозга која регулише и координира физиолошке и бихејвиоралне аспекте репродукције. Већину времена, вентромедијално једро хипоталамуса (ВМН) инхибира лордозу. Али када су услови животне средине повољни и женка је у еструсу, естрогенски хормон, естрадиол, изазива сексуалну пријемчивост неурона у вентромедијалном једру, периакведукталном сивом и другим деловима мозга. Вентромедијални хипоталамус шаље импулсе низ аксоне у синапси са неуронима у периакведукталној сивој боји. Они преносе импулс до неурона у медуларној ретикуларној формацији који пројектују низ ретикулоспинални тракт и синапсу са неуробиолошким круговима рефлекса лордозе у кичменој мождини (L1–L6). Ови неуробиолошки процеси изазвани естрадиолом омогућавају тактилним стимулусима да изазову лордозу.
Механизми регулације овог рефлекса лордозе зависног од естрогена идентификовани су кроз различите врсте експеримената. Када је ВМН оштећен, лордоза се укида; ово указује на значај ове церебралне структуре у регулацији лордозе. Што се тиче хормона, на појаву лордозе може утицати овариектомија, инјекције естрадиол бензоата и прогестерона или излагање стресу током пубертета. Конкретно, стрес може потиснути осовину хипоталамус-хипофиза-гонада (ХПГ) и стога смањити концентрацију гонадних хормона. Сходно томе, ова смањења изложености гонадним хормонима око пубертета могу довести до смањења сексуалног понашања у одраслом добу, укључујући појаву лордозе.

## Код људи
Лордозно понашање је нефункционално код људи, иако се положаји слични лордози могу приметити код оних који се упражњавају псећу позу током сексуалног односа.
У студији из 2017. године, користећи 3D моделе и технологију за праћење очију, показало се да благо избијање жениних кукова утиче на то колико је други доживљавају привлачном и да заокупља погледе и мушкараца и жена. Аутори тврде да „док рефлексни положај лордозе не показују људске женке и рецептивност није пасивна или обавезна за њих, манифестација лумбалне кривине може послужити као остатак процептивног/рецептивног-комуникацијског сигнала између мушкараца и жена“. Раније је антрополог Хелен Фишер такође спекулисала да када жена носи обућу са високом потпетицом, задњица се избацује, а леђа се извијају у позу која симулира понашање лордозе, због чега се високе потпетице сматрају „секси“. Без обзира на то, недавни докази су проширили ефекат позе лордозе изван стојећег става и високих потпетица, јер се указује на сигнал сексуалне пријемчивости у другим положајима, осим стојећих положаја четвороножних и лежећих код жена. У студији из 2022., истраживачи су открили да жене доживљавају друге жене које показују овај став као потенцијалну претњу њиховој романтичној вези.